# Luigi Di Biagio
 Luigi Di Biagio  (Roma, 3 de junio de 1971) es un exfutbolista y entrenador Italiano que jugaba en la posición de centrocampista defensivo. Actualmente está libre.

## Trayectoria
A lo largo de su carrera Luigi jugó para Lazio (1988-89), Monza (1989-92), Foggia (1992-95), AS Roma (1995-99), Internazionale (1999-2003), y Brescia Calcio (2003-2006). 
Fue internacional con la selección italiana, defendió la azzurra en el Mundial de Francia 1998, en la  Euro 2000 y en el Mundial Corea-Japón 2002. Entre amistosos y partidos oficiales con Italia jugó 31 partidos y anotó dos goles.  
Di Biagio firmó por el Ascoli en noviembre de 2006, pero la oferta no era válida por la federación, ya que el jugador no fue liberado gratis por Brescia antes del 30 de junio (la fecha límite). La oferta por lo tanto fue aplazada durante enero de 2007, y mientras tanto Di Biagio continuó a entrenarse con Ascoli, y jugó de noviembre a diciembre con promoción del club Polisportivo La Storta de Roma, entrenada por su amigo y antiguo futbolista de la Lazio y del Dundee F.C., Alejandro Romano. Di Biagio jugó su primer partido con el Ascoli el 14 de enero de 2007, contra el Cagliari. 
 Se retiró jugando para el mismo Ascoli (2006-07).

## Clubes
| Club           | País   | Año       | Partidos | Goles |
| SS Lazio       | Italia | 1988-1989 | 1        | 0     |
| AC Monza       | Italia | 1989-1992 | 62       | 7     |
| US Foggia      | Italia | 1992-1995 | 87       | 12    |
| AS Roma        | Italia | 1995-1999 | 114      | 16    |
| Inter de Milán | Italia | 1999-2003 | 117      | 13    |
| Brescia        | Italia | 2003-2006 | 93       | 16    |
| Ascoli         | Italia | 2007-2008 | ¿?       | ¿?    |

### Entrenador
| Club                           | País   | Año       | PJ | V  | E  | D  | %      |
| ------------------------------ | ------ | --------- | -- | -- | -- | -- | ------ |
| Selección sub-20 de Italia     | Italia | 2011-2013 | 17 | 10 | 3  | 4  | 58.82% |
| Selección sub-21 de Italia     | Italia | 2013-2018 | 45 | 24 | 9  | 12 | 53.33% |
| Selección de Italia (interino) | Italia | 2018      | 2  | 0  | 1  | 1  | 0%     |
| Selección sub-21 de Italia     | Italia | 2018-2019 | 13 | 4  | 3  | 6  | 30.77% |
| SPAL                           | Italia | 2020      | 14 | 1  | 2  | 11 | 7.14%  |
| Total                          | Total  | Total     | 77 | 38 | 16 | 23 | 49.35% |

- Actualizado el 27 de octubre de 2019

## Participaciones internacionales como seleccionador
| Competición             | Sede                | Resultado      |
| ----------------------- | ------------------- | -------------- |
| Eurocopa Sub-21 de 2015 | República Checa     | Fase de grupos |
| Eurocopa Sub-21 de 2017 | Polonia             | Semifinal      |
| Eurocopa Sub-21 de 2019 | Italia y San Marino | Fase de grupos |